# Emily Procter
Emily Mallory Procter, född 8 oktober 1968 i Raleigh, North Carolina, USA, är en amerikansk skådespelare. 
Procter är känd i rollen som Calleigh Duquesne i CSI: Miami och som Ainsley Hayes i Vita huset. Hon har även gästspelat som Annabel i TV-serien Vänner (1995).

## Filmografi i urval
- 1995 – Farväl Las Vegas
- 1995 – Vänner, avsnittet "The One with the Breast Milk" (gästroll i TV-serie)
- 1997 – Breast men
- 2000–2006 – Vita huset (TV-serie)
- 2002–2012 – CSI: Miami (TV-serie)
- 2006 – Big mommas hus 2
- 2013 – White Collar